# پاتریک دی لوکا
پاتریک دی لوکا (انگلیسی: Patrick de Lucca؛ زادهٔ ۲ مارس ۲۰۰۰) بازیکن فوتبال اهل برزیل است.